# روجر شيرمان هور
روجر شيرمان هور (بالإنجليزية: Roger Sherman Hoar)‏ (8 أبريل 1887، ماساتشوستس في الولايات المتحدة - 10 أكتوبر 1963، ساوث ميلووكي في الولايات المتحدة)؛ سياسي، محامي وروائي أمريكي.